# Österreichisch-Ungarische Haydn-Philharmonie

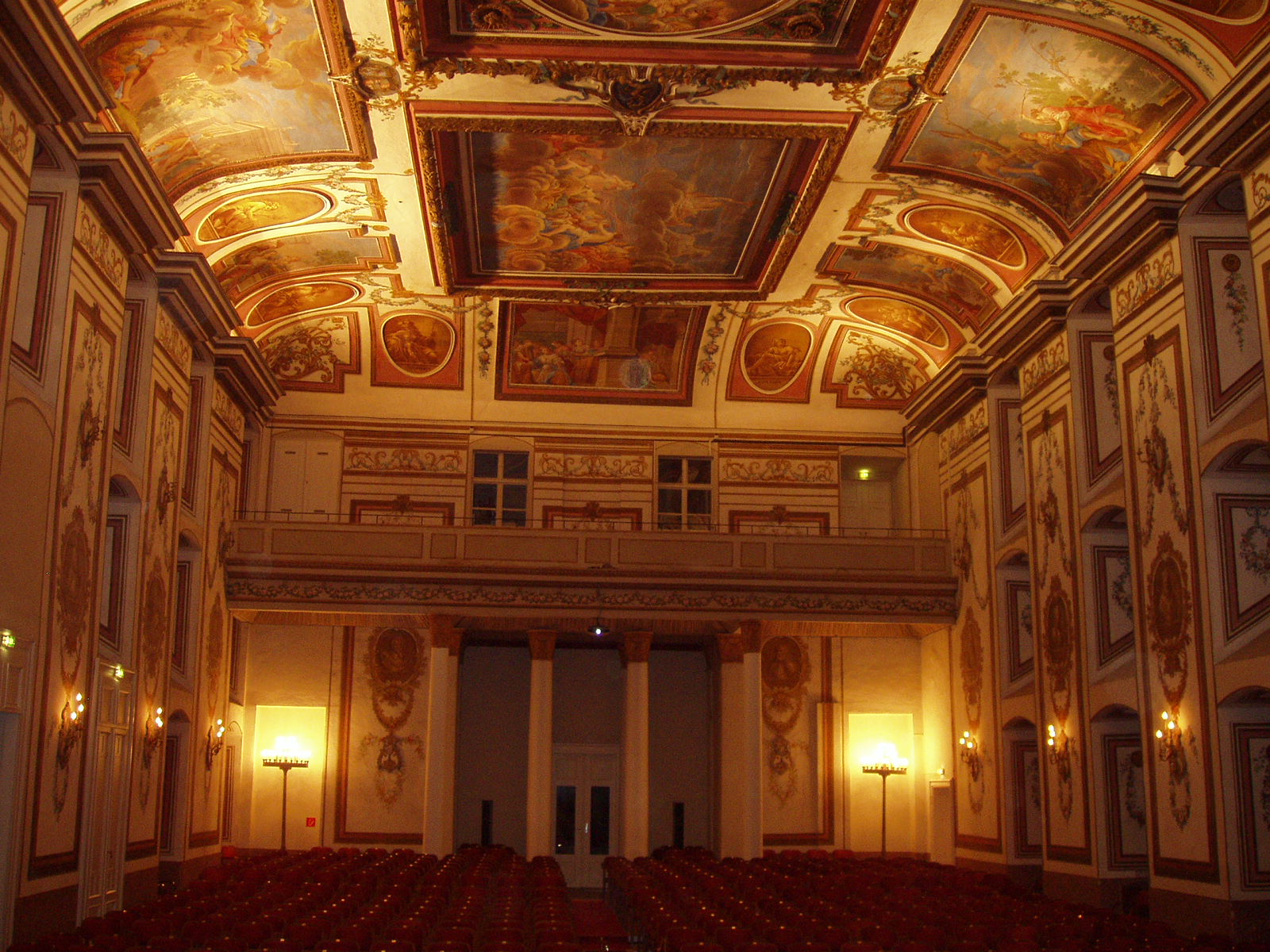
Haydnsaal in Schloss Esterházy

Die Haydn-Philharmonie – Orchestra In Residence Schloss Esterhazy Eisenstadt wurde 1987 als Österreichisch-Ungarische Haydn Philharmonie von Ádám Fischer aus Mitgliedern der Wiener Philharmoniker und der großen ungarischen Orchester gegründet.
Fischers Anliegen war es, mit Musikern beider Staaten – noch vor der Grenzöffnung 1989 – den „Eisernen Vorhang“ musikalisch zu überwinden, und gemeinsam Joseph Haydns Œuvre aufzuführen.
Aufführungsort und Stammsitz des Orchesters ist der Haydnsaal des Schlosses Esterházy, also dort, wo Joseph Haydn selbst gewirkt hat.
Das Orchester hat sich durch zahlreiche Tourneen durch Europa, Nord- und Südamerika und Asien international etabliert. Unter Adam Fischer wurden zwischen 1988 und 2002 alle Haydn-Symphonien auf CD eingespielt. Diese Aufnahmen wurden mit zahlreichen Preisen prämiert. Wiederaufnahmen bei MDG erhielten Echo Klassik-Auszeichnungen 2006 und 2008. Mit der Saison 2015/16 wurde der Cellist Nicolas Altstaedt zum Chefdirigenten des Orchesters ernannt. Ádám Fischer bleibt dem Orchester als Ehrendirigent verbunden.